# Club de Tenis de Aiken
El Club de Tenis de Aiken es un club privado de tenis real ubicado en el 146 de Newberry Street en Aiken, Carolina del Sur, Estados Unidos.

## Historia
El club se incorporó en 1898 con el patrocinio del financiero y fundador de la prominente familia Whitney, William C. Whitney. El edificio fue construido alrededor de 1902 y fue inscrito en el Registro Nacional de Lugares Históricos el 27 de noviembre de 1984.
El Club de Tenis de Aiken es la cancha de tenis real más ecuatorial del mundo y una de las dos únicas canchas estadounidenses al sur de la línea Mason-Dixon (la otra es el Club Internacional de Tenis de Washington).
Los ex campeones mundiales que han jugado en la cancha incluyen a Northrup R. Knox, GH "Pete" Bostwick, Jr., Jordan Toole, Jimmy Bostwick, Wayne Davies, Robert Fahey y Camden Riviere. La competición más notable fue el partido de retador por el campeonato mundial entre Ruaraidh Gunn y Camden Riviere el 8 de marzo de 2008.